# Szymon Gorczyński
Szymon Gorczyński (ur. 18 lipca 1894 w Chełmie, zm. wiosną 1940 w Charkowie) – kapitan administracji (piechoty) Wojska Polskiego, ofiara zbrodni katyńskiej.

## Życiorys
Urodził się 18 lipca 1894 w Chełmie, w rodzinie Ludwika i Józefy. Brał udział w I wojnie światowej, żołnierz I Korpusu Polskiego w Rosji. 1 kwietnia 1920 został zatwierdzony w stopniu porucznika w grupie „byłych Korpusów Wschodnich i armii rosyjskiej”. W maju 1919 został adiutantem w Wielkopolskiej Szkole Podchorążych Piechoty w Poznaniu. 25 marca 1921 został odkomenderowany na Uniwersytet Poznański (kierunek filozofia) w celu ukończenia studiów wyższych. W 1923 dekretem Naczelnego Wodza z dn. 4.1.1920 otrzymał odznakę honorową Naczelnego Komitetu Wojskowego (Naczpol) za wybitne zasługi przy organizowaniu Wojska Polskiego w Rosji. W 1923 był oficerem 9 pułku piechoty Legionów z tytułem adiutanta sztabowego. W 1924 w stopniu kapitana ze starszeństwem z dniem 15 sierpnia 1924 i 280 lokatą był oficerem Oddziału I Sztabu Generalnego. Jego oddziałem macierzystym był 9 pułk piechoty Legionów. W marcu 1925 został kandydatem na słuchacza kursu w Wyższej Szkole Wojennej w Warszawie. Egzaminy zdawał w tzw. grupie 8 w dniach 7–9 maja i 10 maja 1925 powrócił do zajęć służbowych w Sztabie Generalnym. 31 sierpnia 1926 został przeniesiony do Biura Ogólno-Organizacyjnego MSWojsk. W lutym 1929 został skierowany na trzymiesięczny XIII kurs normalny w Centralnej Szkole Strzelań. W 1932 został przeniesiony z 72 pułku piechoty do Dowództwa Okręgu Korpusu nr IX. W marcu 1939 pełnił służbę w Departamencie Dowodzenia Ogólnego Ministerstwa Spraw Wojskowych w Warszawie na stanowisku referenta.   
Po agresji ZSRR na Polskę z 17 września 1939 został aresztowany przez Sowietów i przewieziony do obozu w Starobielsku. Wiosną 1940 został zamordowany przez funkcjonariuszy NKWD w Charkowie i potajemnie pogrzebany w bezimiennej mogile zbiorowej w Piatichatkach, gdzie od 17 czerwca 2000 mieści się oficjalnie Cmentarz Ofiar Totalitaryzmu w Charkowie – grób [4], 19/95, nr inw. 1140/96. Zidentyfikowano go podczas ekshumacji prowadzonej w latach 1995–1996 na podstawie napisu wyrytego na odwrocie drewnianej papierośnicy. Figuruje na Liście Starobielskiej NKWD, pod poz. 621 (Rosjanie napisali nazwisko jako Gurczyński).
5 października 2007 minister obrony narodowej Aleksander Szczygło mianował go pośmiertnie na stopień majora. Awans został ogłoszony 9 listopada 2007 w Warszawie, w trakcie uroczystości „Katyń Pamiętamy – Uczcijmy Pamięć Bohaterów”.

## Ordery i odznaczenia
- Krzyż Walecznych[25][26]
- Medal Niepodległości (9 listopada 1932)[27][28]
- Srebrny Krzyż Zasługi (15 grudnia 1925)[29][30]
- Krzyż Za Obronę Śląska Cieszyńskiego II klasy[31]
- Odznaka Honorowa Naczelnego Komitetu Wojskowego nr 293[32]
- Medal Zwycięstwa[4]